# Mauro Alencar
Mauro Alencar (São Paulo, 1962) é um especialista em teledramaturgia.

## Biografia e obra
Autor do livro A Hollywood Brasileira – Panorama da Telenovela no Brasil e das adaptações de Selva de Pedra, O Bem-Amado, Pecado Capital, Roque Santeiro e Vale Tudo para a coleção Grandes Novelas, é mestre e doutor com especialização em Teledramaturgia Brasileira e Latino-Americana pela Universidade de São Paulo.
Descobriu sua paixão pela teleficção ainda criança, quando assistia fascinado ao seriado Perdidos no Espaço (Lost in Space) e as novelas de Janete Clair, Dias Gomes, Ivani Ribeiro, Bráulio Pedroso, Vicente Sesso, Walter Negrão, Jorge Andrade, Lauro César Muniz, Cassiano Gabus Mendes, entre outros. Entre os oito e onze anos de idade, assiste a Irmãos Coragem, O Cafona, Bandeira 2, Selva de Pedra, Uma Rosa com Amor, O Bem-Amado e Os Ossos do Barão, o que o marcará profundamente. De tão forte a sua admiração, acabou transformando o amor pela televisão em seu métier. Tem, com certeza, o maior acervo sobre telenovela (brasileira e de outros países), incluindo muitas horas de capítulos, trilhas sonoras e várias páginas de textos e roteiros. Seu primeiro vinil “adulto” foi a trilha sonora da novela O Cafona, presente que recebeu quando completou 9 anos; curiosamente, o primeiro lançamento em trilha sonora da Som Livre, em 1971.
Seu mais recente lançamento foi o livro Um Século de Paulo Gracindo, o eterno Bem-Amado, escrito em parceria com Gracindo Junior. Escreveu também, com Eliana Pace, a biografia da atriz Nívea Maria para a coleção Aplauso, da Imprensa Oficial do Estado de São Paulo: Nívea Maria – Uma Atriz Real. No momento, dedica-se à finalização de mais um livro: a história da TV Paulista, emissora pioneira e fundamental na formação da Rede Globo de Televisão.
Colaborou em livros que abordam o universo da telenovela, como o Memória da Telenovela Brasileira, de Ismael Fernandes; Roteiro de Leitura: A Escrava Isaura e o Dicionário da TV Globo.
Estudou em colégio de ordem agostiniana, onde se destacou como interessado em humanidades e literatura. Nessa época, já era um apaixonado pela telenovela, tendo reunido um acervo físico e de informações que, após sua passagem pela Universidade de São Paulo, habilitou-o a assumir o posto de autoridade no assunto.
É considerado por jornais, rádios e revistas como um dos maiores especialistas sobre telenovelas no mundo, o que o faz muito requisitado para entrevistas, palestras e assessoria. Em 2009, a convite de José Bonifácio de Oliveira Sobrinho (Boni), integrou o time de professores convidados para ministrar o curso Capacitação Profissional em TV Digital e Mídias Eletrônicas. Por sua qualificação foi convidado a conhecer emissoras como a  Televisa e TV Azteca (México), Telemundo (Miami), Telefe (Argentina), RCN e RTI (Colômbia), ICRT (Cuba), MBC e KBS (Coreia do Sul), NHK e Fuji TV (Japão), além de ter prestado assessoria para as maiores emissoras de TV do Chile – TVN (Televisión Nacional de Chile) e Universidad Católica (Canal 13).
Em Seul, apresentou-se na prestigiosa Universidade Hankuk de Estudos Estrangeiros, local que recebe grandes personalidades mundiais, como o presidente americano Barack Obama; e em Cuba, no histórico Palacio de las Convenciones de La Habana, ministrando palestra na Escuela Internacional de Cine y Televisión de San Antonio de los Baños. A convite do Globo Universidade esteve presente em eventos televisivos e acadêmicos nas tradicionais Universidade de Coimbra e Universidade Católica Portuguesa.
Suas atividades na televisão incluem consultoria e pesquisa para a Rede Globo, desde 1992, e aulas de Teledramaturgia em Oficinas promovidas pela emissora.
Dentro de tais funções, iniciou seus trabalhos no Vídeo Show, passando pelos programas Planeta Xuxa e TV Ano 50/TV Globo 35; além de atender à equipe da Comunicação e, mais recentemente, Desenvolvimento Artístico.
Como colunista, estreou em 1999 com Nossa Novela de Cada Dia, na revista Minha Novela. Também redigiu, entre 2001 e 2003, para o jornal Diário de S. Paulo a coluna História da TV. Entre 2009 e 2013, assinou, com sucesso, uma coluna (quiz, texto, etc.) no portal Globo.com. Em 2010, apresentou o Fazendo Novela, uma série de documentários no site da Rede Globo que atingiu grande repercussão; na sequência, em 2012, Fazendo Minissérie, dentro do mesmo formato.
Participa de diversos seminários e congressos, como o Congresso Mundial da Indústria da Telenovela e Ficção (Estados Unidos, Espanha, Colômbia e Peru), o Festival y Mercado de la Televisión – Ficción Internacional (Argentina) e o Festival de Radio y Televisión (Cuba). Em 2012, a convite do consulado coreano, participou do Korea Media & Content Market com o tema Panorama da Telenovela no Brasil.
É membro da Intercom – Sociedade Brasileira de Estudos Interdisciplinares da Comunicação; da ALAIC – Asociación Latinoamericana de Investigadores de la Comunicación; da LASA –  Latin American Studies Association; e da International Academy of Television Arts & Sciences (Academia Internacional das Artes e Ciências Televisivas), em Nova York, com participação de voto no Emmy.
Em 2013, seu livro A Hollywood Brasileira foi selecionado para a tradicional Feira do Livro de Frankfurt, proporcionando-lhe convite para palestra sobre Teledramaturgia, Literatura e Gastronomia no maior evento editorial do mundo.
Recentemente participou da elaboração (consultoria e texto) do livro ilustrado 50 Anos de Novelas, álbum de figurinhas em homenagem ao cinquentenário da TV Globo, numa parceria entre a Globo Marcas e Editora Panini. 
É considerado pela revista Veja “o maior especialista em novelas do Brasil”.